# Autopolinização

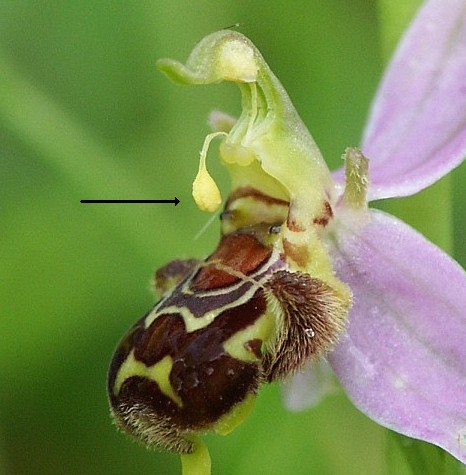
Autopolinização

Autopolinização  ou polinização direta, é a transferência do pólen da antera para o estigma da mesma flor (caso que só ocorre quando a planta é hermafrodita). É pouco frequente, ocorre na ervilha, no tabaco, no algodão e em muitos cereais, exceção do milho e centeio.
Nas flores cleitogâmicas, isto é, cuja corola não chega a se abrir, só haverá autogamia, como na violeta e parcialmente na Genista sp. , Stellaria, Specularia perfoliata e Juncus bufonlus.
Dispositivos existem que dificultam a autogamia em muitas flores hermafroditas, tais como a heterostilia ou seja a diferença de comprimento entre os estiletes e o estames, havendo casos em que o estilete é maior que os estames e outros em que o estilete é menor. A heterostili. Tanto a macro como a microstilia, encontra-se em 50% dos indivíduos da mesma espécie de Primula sinensis (primavera).
Por outro lado, condições fisiológicas, também impedem a autogamia, como a diferença no desenvolvimento fisiológico dos estames e do gineceu, fenômeno esse chamado dicogamia. Há dois casos a considerar na dicogamia:
- Protandria ou Proterandria - quando as anteras atingem a maturidade antes que o estígma. Como em muitas compostas, Campanuláceas, Umbelífera, Geraniáceas e na Salva sp.
- Protoginia ou Proteroginia - quando o estígma amadurece primeiro que as anteras, tornando-se receptivo ao pólen, como na tanchagem (Plantago media) , no Arum e no papo-de-perú ou aristolóquia.

A autopolinização, em muitas espécies, pode levar a uma redução no vigor e na produtividade da espécie.